# Roberta Gambarini
Roberta Gambarini (ur. 1972 w Turynie) – włoska wokalistka jazzowa.
Roberta Gambarini urodziła się w Turynie, gdzie od dwunastego roku życia uczyła się gry na klarnecie. W wieku siedemnastu lat zaczęła śpiewać w klubach jazzowych północnych Włoch. Rok później przeniosła się do Mediolanu, gdzie zdobyła popularność. Jest absolwentką Berklee College of Music w Bostonie, w USA mieszka od 1998 roku.

## Dyskografia
- Easy to Love
- Dizzy’s Business (2007)
- You Are There (2008)
- So in Love (2009)